# Ramphotrigon flammulatum
El  copetón piquiplano o copetón abejerillo (Ramphotrigon flammulatum), también conocido como papamoscas jaspeado, copetón de pico plano o papamoscas mexicano, es una especie de ave paseriforme de la familia Tyrannidae, perteneciente al género Ramphotrigon, anteriormente situada en un género monotípico Deltarhynchus. Es endémico de México.

## Distribución y hábitat
Es endémico del oeste de México, residente en las tierras bajas áridas de la pendiente del Pacífico hasta una altitud máxima de 1250 m, donde se distribuye desde Sinaloa hasta Oaxaca y oeste de Chiapas.
Es considerado un especialista en bosques tropicales caducifolios no perturbados. Ocupa bosques espinosos áridos y semiáridos, con matorrales altos, árboles bajos, enmarañados y setos.

## Sistemática

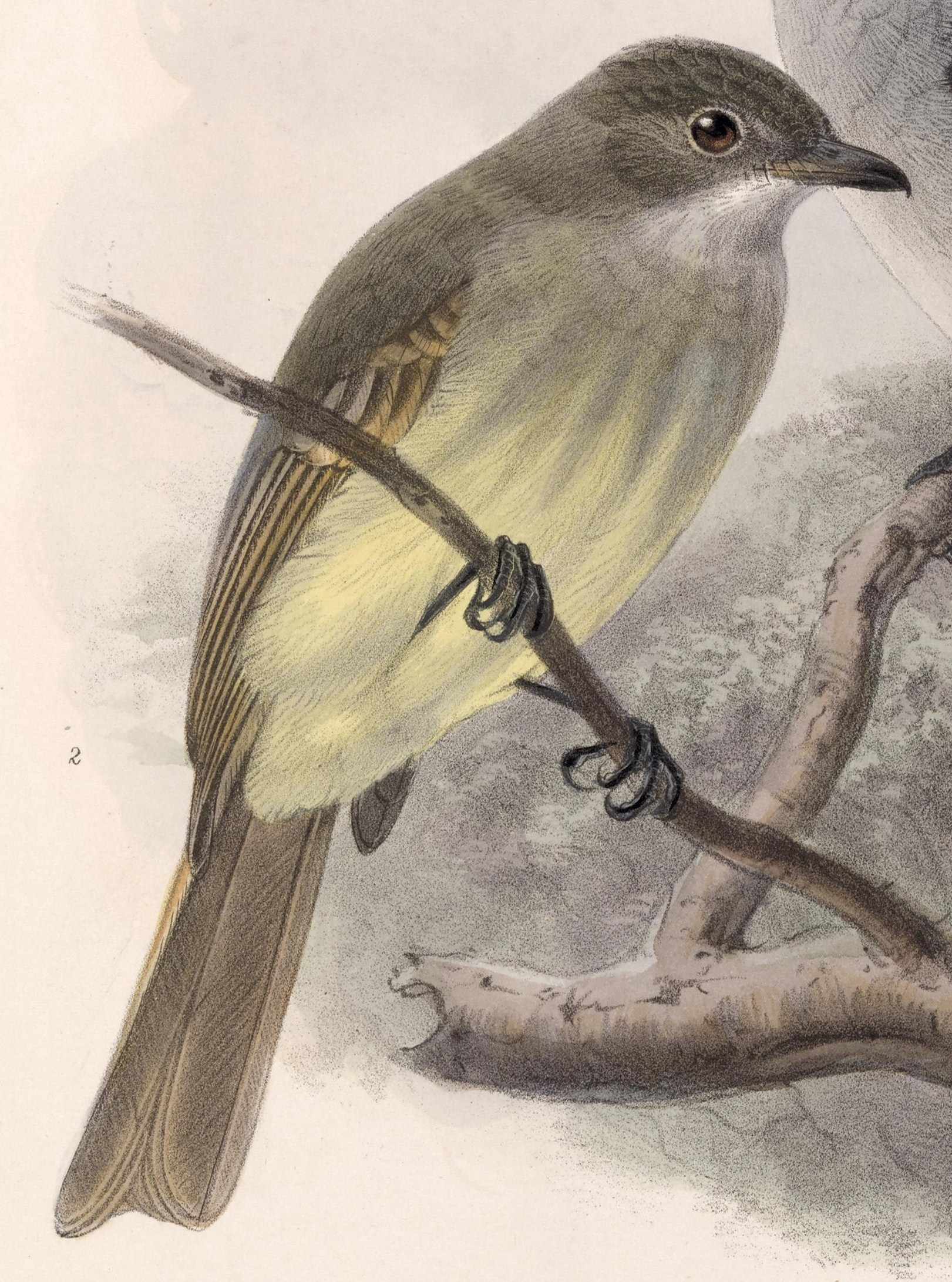
Myiarchus flammulatus, ilustración de Keulemans en Biologia Centrali-Americana, 1902.

### Descripción original
La especie R. flammulatum fue descrita por primera vez por el ornitólogo estadounidense George Newbold Lawrence en 1875 bajo el nombre científico Myiarchus flammulatus; la localidad tipo es: «Cacoprieto, Tehuantepec, Oaxaca, sur de México».

### Etimología
El nombre genérico neutro «Ramphotrigon» se compone de las palabras del griego «ramphos» que significa ‘pico’, y «trigōnon» que significa ‘triángulo’; y el nombre de la especie «flammulatum», proviene del latín moderno y significa ‘flamulado’, ‘con marcas rojizas’.

### Taxonomía
Las afinidades de esta especie eran inciertas y hasta recientemente se le colocaba en un género monotípico Deltarhynchus propuesto por el ornitólogo estadounidense Robert Ridgway en 1893, que diversos autores argumentaban estar próximo a Ramphotrigon. Este argumento fue soportado por estudios genético moleculares publicados en 2008 y en 2020 que demostraron que la especie estaba embutida con otras especies del género Ramphotrigon, haciéndolo  parafilético con respecto a Deltarhynchus. Con base en los resultados genéticos, la presente especie fue transferida para el género Ramphotrigon, lo que fue aprobado en la Propuesta 2021-C-2 al Comité de Clasificación de Norte y Mesoamérica (N&MACC)..